# Krossholmen
Krossholmen est une île norvégienne du comté de Hordaland appartenant administrativement à Manger (Radøy).

## Description
Rocheuse et désertique, elle s'étend sur environ 182 m de longueur pour une largeur approximative de 100 m.